# استان اسمرالداس
استان اسمرالداس (به اسپانیایی: Esmeraldas Province) یک استان در اکوادور است که در اکوادور واقع شده‌است.

## خصوصیات
استان اسمرالداس ۱۶٬۱۳۲٫۲۳ کیلومترمربع مساحت و ۵۳۴٬۰۹۲ نفر جمعیت دارد.